# Anwaltskosten
Anwaltskosten sind Aufwendungen, die bei Inanspruchnahme rechtsanwältlicher Dienste anfallen.

## Deutschland
Grundsätzlich sollen Rechtsanwälte als Organ der Rechtspflege untereinander im Sinne einer möglichst hochwertigen rechtlichen Vertretung der Rechtssuchenden nur in einen Qualitäts- und nicht auch in einen Preiswettbewerb zueinander treten. Um dieses Ziel zu erreichen, sind die mindestens anfallenden Rechtsanwaltsgebühren gesetzlich festgelegt. Erst oberhalb dieser Mindestgebühren wird vom Gesetzgeber auch ein Preiswettbewerb akzeptiert. Abweichende Vereinbarungen z. B. nach Zeitaufwand sind grundsätzlich zulässig und auch marktüblich, dürfen aber nicht zu einer Unterschreitung der gesetzlichen Mindestgebühren führen.
Außerhalb gerichtlicher Tätigkeit, also insbesondere in reinen Beratungsangelegenheiten, hat der Gesetzgeber mittlerweile darauf verzichtet, Mindestgebühren vorzuschreiben und damit den Preiswettbewerb grundsätzlich zugelassen. Die Untergrenze bilden theoretisch das Berufsrecht und die guten Sitten, die aber nicht gesetzgeberisch konkretisiert und daher kaum durchsetzbar sind. Im Beratungsbereich gilt somit grundsätzlich wie bei anderen Dienstleistungen auch die vereinbarte Vergütung bzw. in Ermangelung einer solchen die ortsübliche Vergütung, wobei zur Ermittlung letzterer nicht selten wieder auf das gesetzliche Gebührenrecht, das gerade den reinen Beratungsbereich nicht mehr reglementieren soll, verwiesen wird.
In Beratungsmandaten sind aufgrund der fehlenden gesetzlichen Festlegung Honorarvereinbarungen sehr üblich. Auch in gerichtlichen, also gebührenrechtlich geregelten Verfahren, werden Honorarvereinbarungen regelmäßig getroffen, weil die gesetzlichen Regelungen regelmäßig als unangemessen empfunden werden. Insbesondere der Gedanke der Quersubventionierung streitwerthoher Verfahren zu Gunsten streitwertniedriger Verfahren wird in der Praxis abgelehnt, da sich weder die Mandanten mit hohen Streitwerten noch die Rechtsanwälte vom Gebührenrecht zu Subventionierenden von Verfahren niedriger Streitwerte machen lassen wollen. Dies führt in der Praxis dazu, dass es bei Streitigkeiten mit niedrigen Gegenstandswerten regelmäßig schwierig ist, eine angemessene anwaltliche Vertretung ohne Honorarvereinbarung zu erlangen. Aufgefangen wird dieser Missstand durch die Beratungshilfe bzw. die öffentliche Rechtsauskunft.
In der Bundesrepublik Deutschland sind die Anwaltskosten also außerhalb abweichender Vereinbarungen im Einzelfall grundsätzlich gesetzlich geregelt. Sie finden sich seit dem 1. Juli 2004 in dem Rechtsanwaltsvergütungsgesetz (RVG). Vorher waren die Gebühren in der Bundesrechtsanwaltsgebührenordnung (BRAGO) geregelt.
Je nach Tätigkeitsbereich, ob der Anwalt also in Straf-, Zivil- oder Verwaltungsverfahren tätig ist, fallen unterschiedliche Gebühren an.
Grob unterscheidet man Satzrahmengebühren (z. B. im Zivilrecht) und Betragsrahmengebühren (z. B. im Straf- und Sozialrecht).
Bei den Satzrahmengebühren  berechnen sich die Gebühren in Abhängigkeit von dem Streit- oder Gegenstandswert nach bestimmten Gebührensätzen, die sich wiederum nach dem Schwierigkeitsgrad, dem Umfang und der Bedeutung der Angelegenheit richten. Das Haftungsrisiko des Anwaltes spielt in dem RVG ebenfalls eine Rolle. Der jeweilige Gebührensatz lässt sich dem Vergütungsverzeichnis zum Rechtsanwaltsvergütungsgesetz, das eine Beschreibung typischer Anwaltstätigkeiten beinhaltet, entnehmen. Unter Zugrundelegung des Gebührensatzes, der beispielsweise für die Wahrnehmung eines erstinstanzlichen Klageverfahrens vor dem Zivilgericht regelmäßig eine Verfahrensgebühr von 1,3 und für die Wahrnehmung eines erstinstanzlichen Gerichtstermins regelmäßig eine Terminsgebühr von 1,2 vorsieht (Nr. 3100 des Vergütungsverzeichnisses zum Rechtsanwaltsvergütungsgesetz), lässt sich mit Hilfe der Wertetabelle das Anwaltshonorar ermitteln.
Die Betragsrahmengebühren sind streitwertunabhängig. Hier gibt das RVG einen Betragsrahmen für eine bestimmte Tätigkeit vor. Innerhalb dieses Rahmens bestimmt der Anwalt die Gebühr, ebenfalls nach Umfang, Schwierigkeitsgrad und Bedeutung der Angelegenheit.
Neben den eindeutig gesetzlich geregelten Gebühren besteht auch die Möglichkeit, bei einer außergerichtlichen Tätigkeit des Rechtsanwalts eine Gebührenvereinbarung abzuschließen. Eine entsprechende Vereinbarung sollte vor Aufnahme der Tätigkeit durch den Rechtsanwalt abgeschlossen werden. Im Bereich niedriger Streitwerte liegen die Vereinbarungen nicht selten über den im RVG geregelten Gebühren. Dies ist grundsätzlich nach erfolgter Aufklärung zulässig. Bei hohen Streitwerten, wie z. B. im Marken- und Domainrecht liegen die außergerichtlich frei vereinbarten Gebühren häufig auch unterhalb der im RVG geregelten Gebühren.
Rechtsanwaltskosten können oft regressiert werden. Gelegentlich werden sie vom Staat übernommen, z. B. im Rahmen der Prozesskostenhilfe oder auch bei Freisprüchen im Strafrecht oder beim Obsiegen gegenüber dem Staat im öffentlichen Recht. In streitigen Verfahren werden auch die Anwaltskosten regelmäßig der unterliegenden Partei auferlegt. Dies führt aber nicht dazu, dass der Anwalt dort seine Gebühren eintreiben müsste, sondern nur zu einem Erstattungsanspruch zu Gunsten der obsiegenden Partei. Dies bedeutet in der Praxis vor allem, dass die obsiegende Partei das volle Insolvenzrisiko der Gegenseite trägt, weil sie selbst unbedingt die Rechtsanwaltskosten schuldet und bloß auf den möglicherweise nicht werthaltigen Erstattungsanspruch gegen die Gegenseite verwiesen ist.
Zum 1. August 2013 trat das zweite Kostenmodernisierungsgesetz in Kraft, welches unter anderem eine Erhöhung der Rechtsanwaltsgebühren und der Gerichtskosten zwischen 12 und 19 Prozent mit sich brachte. Das am 1. Januar 2021 in Kraft tretende Kostenrechtsänderungsgesetz führte zu einer erneuten Erhöhung der Gebühren um 10 Prozent für alle Anwälte und weitere Anhebungen im Bereich des Familien- und Sozialrechts.

## Schweiz
In der Schweiz werden die Anwaltskosten (in der Regel Tarife genannt) durch die Kantone und den Bund in Gesetzen und Verordnungen geregelt, womit in jedem Kanton und beim Bund (letztere bei Verfahren vor Eidgenössischen Gerichten) verschiedene Ansätze gelten. Innerhalb der vorgegebenen Preisspanne sind die Anwälte in der Gestaltung ihrer Honorare frei. In der Regel wird unterschieden zwischen Tarifen nach Aufwand und nach Streitwert, wobei bei letzterem Zuschläge für besondere Arbeiten erhoben werden können. Eine Vergütung nach Aufwand ist üblich im Strafrecht, im Armenrecht und bei unbestimmbarem Streitwert; eine Vergütung nach Streitwert im Zivilrecht bei bestimmtem oder bestimmbarem Streitwert.
Bei der Ausgestaltung der Vergütung sind die Rahmenbedingungen zur Gestaltung des Erfolgshonorars und zur Vergütungshöhe als solches zu beachten. Je nach Konstellation könnten übersetzte Honorare als rechtswidrig qualifiziert werden, was zu einem Disziplinarfehler des Anwalts führen kann (vgl. Urteil des Bundesgerichts 2C_985/2020 vom 5. November 2021).

## Österreich
In Österreich richten sich die Anwaltskosten nach dem Rechtsanwaltstarifgesetz und den Allgemeinen Honorarkriterien für Rechtsanwälte. Darüber hinaus ist auch eine freie Honorarvereinbarung möglich, etwa nach Stundensatz.